# Xylion falcifer
Xylion falcifer is een keversoort uit de familie boorkevers (Bostrichidae). De wetenschappelijke naam van de soort is voor het eerst geldig gepubliceerd in 1901 door Lesne.
De soort komt voor in de streek van het Tanganyikameer (Afrika).